# كينغ أومالي
كينغ أومالي (بالإنجليزية: King O’Malley)‏ (ولد عام 1858 – ومات عام 1953 في ميلبورن) هو سياسي أسترالي.
يعتبر أومالي الذي كان عضوا في حزب العمل الأسترالي، واحدا من أبرز الشخصيات السياسية الأسترالية في مطلع القرن العشرين، وتولى منصب وزير الداخلية بين عامي 1910 و1913 وبين عامي 1915 و1916. من أبرز أعماله سعيه إلى جعل كانبرا عاصمة جديدة للبلاد، وكذلك دوره في تأسيس البنك الحكومي للكومنولث (والذي خصخص في عام 1996 لاحقا).